# Whacking Day
Whacking Day är avsnitt 20 från säsong 4 av Simpsons och sändes 29 april 1993 på Fox. I avsnittet blir Bart avstängd från skolan, samtidigt är dags för "Whacking Day" en årlig dag i Springfield där invånarna ska klubba ihjäl så många ormar som möjlighet och Lisa försöker stoppa dagen. Avsnittet skrevs av John Swartzwelder och regisserades av Jeffrey Lynch. Barry White gästskådespelade i avsnittet som sig själv. Avsnittet vann en Genesis Award.

## Handling
Inför besöket av Gary Chalmers låser Seymour Skinner in Bart, Jimbo, Kearney, Dolph och Nelson i källaren med löfte om att ge dem gratis mountainbikes. De blir snart uttråkade och Bart klättrar ut genom ventilationstrumman. När han kommer ut på skolgården börjar han köra Vaktmästare Willies traktor och krockar med Chalmers. Detta leder till att Skinner inte får sin befordran och han stänger av Bart från skolan. Familjen börjar leta efter en ny skola till Bart, men sedan han blivit utkastad från de andra börjar istället Marge själv undervisa Bart. Samtidigt börjar det bli dags för Whacking Day, en årlig dag i Springfield där man klubbar ihjäl ormar. 
Lisa hatar dagen och börjar göra allt hon kan för att stoppa festligheten. Bart böjar bli en duktig student tack vare Marge. Det är nu dags för Whacking Day, Barry White är invigningstalare men då han för reda på vad det är för fest lämnar han festligheterna. Lisa är orolig, hon vill inte att ormarna ska dö, hon kommer på att hon kan skydda ormarna om de var hemma hos henne, men hon måste först komma på ett sätt att locka dem hem till sig. Bart berättar då för Lisa att han läst att ormar lockas av vibrationer. Bart och Lisa ser då Barry när han är på väg ut ur staden och de frågar om han vill hjälpa dem. Barry vill gärna hjälpa dem och börjar sjunga med sin basröst i en mikrofon kopplad till två högtalare som Bart och Lisa placerar på marken. Detta får ormarna att lockas att komma in i huset. Då ormarna är skyddade hemma hos familjen Simpson bestämmer Bart sig för att berätta för invånarna i Springfield att han forskat fram att dagen uppfanns 1924 som en ursäkt för att kasta ut irländare ur staden. Detta får invånarna att inse att de gjort fel och beslutar sig för att lägga ner dagen. Skinner blir imponerad av Barts insatser och välkomnar honom tillbaka till skolan. Han kommer då på att de andra fortfarande är kvar i källaren och bestämmer sig för att ge dem cyklarna för att undvika rättegång, men om de har dött så flyr han med Willie till Mexiko.

## Produktion
George Meyer kom med idén till avsnittet efter att han läst om en årlig ritual i en Texas stad, där stadsborna slår ihjäl skallerormar med pinnar. Under arbetet var de oroliga om hur publiken skulle hantera ämnet eftersom de dödar ormar men de försvarade sig med att budskapet är att få stopp på dödandet. Den första akten är en av de kortaste i serien och själva handlingen kommer i andra akten eftersom de inte hade tillräckligt med idéer för den.
För att göra klart avsnittet fortare valde Jeffrey Lynch att ta hjälp från Kevin O'Brien och Steve Markowski. Barry White skrevs in i manuset eftersom författarna hört att han ville medverka. I avsnittet sjunger han en alternativ text till "Can't Get Enough of Your Love, Babe". I avsnittet berättar Abraham Simpson för sina barnbarn att han under andra världskriget var en tysk kabarésångare. Från början skulle han ha sjungit "Falling in Love Again (Can't Help It)" men de fick inte rättigheterna till sången eftersom alla skämtar om sången. Flashbacken var en idé av Conan O'Brien. Gary Chalmers introducerades i avsnittet för de ville han en som är chef över Skinner. Efternamnet valdes av Wallace Wolodarsky, och stora delar av Chalmers och Skinners dialog var improviserat av röstskådespelarna.

## Kulturella referenser
I avsnittet visas ett avsnitt av Itchy & Scratchy som regisserade av Oliver Stone, scenen är en parodi på när Jack Ruby sköt Lee Harvey Oswald i JFK. I avsnittet sjungs en låt kallad "O Whacking Day" där man använder melodin till "O Tannenbaum". Bob Woodward valdes som författare i avsnittet till boken The Truth About Whacking Day.

## Mottagande
Avsnittet vann en Genesis Award för bästa primetime animerade TV-serien under 1994. Avsnittet hamnade på plats 25 över mest sedda program under veckan med en Nielsen rating på 12.2 och det mest sedda på Fox under veckan. Jeffrey Lee Puckett på The Courier-Journal anser att "Whacking Day" är seriens rikaste avsnitt bland annat för den visar kvaliteten på USA:s utbildningssystem, själv-skrytiga politiker, girighet och arga folkmassor. I The Dallas Morning News har Chris Vognar skrivit att avsnittet är en av säsongens bästa. Andrew Martin på Prefix Mag anser att Barry White är den femte bästa musikgästskådespelaren i Simpsons.
I 2003 skrev The Journal News de om en Whacking Day som ägt rum i Eastchester sedan 1665 och intervjuade Al Jean där han säger att han anser att de precis som i det här avsnittet bör lämna ormarna i fred då de inte gjort något ont. I North Queensland har de sedan 2009 funnits en "Toad Day Out", där de en dag varje år dödar flera paddor, grundaren säger att han inspirerades av avsnittet.